# Гейл Діверс
Йоланда Гейл Діверс (англ. Yolanda Gail Devers *19 листопада 1966, Сієтл, США) — американська легкоатлетка, триразова Олімпійська чемпіонка, п'ятиразова чемпіонка світу.

## Біографія
На своїй другій Олімпіаді, котра відбувалася в Барселоні в 1992 році, Гейл Діверс була в ранзі однієї з фавориток одразу у декількох дисциплінах. І якщо на дистанції 100 метрів вона в запеклій боротьбі зуміла пермогти, то на своїй улюбленій дистанції 100 метрів з бар'єрами, на спортсменку чекала невдача. Лідируючи з відчутною перевагою у фінальному забігу, Гейл зачепившись за останній бар'єр майже впала, втратила швидкість і фінішувала лише з п'ятим часом.
Під час виступів на різних турнірах Діверс було легко впізнати з-поміж інших учасниць змагань, завдяки довгим прикрашеним нігтям.

## Особисті рекорди
| Дистанція | Дата                                      | Місто                      | Час (сек.) | Вітер               |
| --------- | ----------------------------------------- | -------------------------- | ---------- | ------------------- |
| 100 м     | 1 серпня 1992 7 липня 1993 16 серпня 1993 | Барселона Лозанна Штутгарт | 10.82      | (-1,0) (1,5) (-0,3) |
| 200 м     | 23 травня 1987                            | Корваліс                   | 22.71      | 0,8                 |
| 400 м     | 4 червня 1987                             |                            | 52.66      |                     |
| 800 м     |                                           |                            | 2.11.07    |                     |
| 100 м з/б | 23 липня 2000                             | Сакраменто                 | 12.33      | -0,3                |
| 400 м з/б |                                           |                            | 59.26      |                     |
| Довжина   | 16 квітня 1988                            | Вествуд                    | 6,77 м     | -1,6                |
| Потрійний |                                           |                            | 12.97 м    |                     |